# 純音
純音（じゅんおん、英: pure tone）は正弦波で表される音である。楽音（単音と呼ばれることもある）と異なり、基本周波数の整数倍の周波数成分（倍音）を一切持たない。

## フーリエ級数での表現
純音は基本周波数のみで倍音を持たないから、音圧p をフーリエ級数で表現すると
{\displaystyle p(t)=\sum _{n=1}^{\infty }a\sigma (n)\sin(n\omega t)}
となる。ここでa は振幅であり、
{\displaystyle \sigma (n)={\begin{cases}1&{\text{at}}\ n=1,\\0&{\text{at others}}\end{cases}}}
である。これは以下のように書き換えられる。
{\displaystyle p(t)=a\sin(\omega t)}
すなわち単一の正弦波として表される。

## 純音の発生
純音は理論的には発生させることができるが、実現には多くの困難が伴う。
1. 固体に直接音波を発生させる方法：例えば音叉が純音に近い音を発生させるが、厳密に測定すると倍音の成分がわずかに含まれている。
2. アナログの発振回路で発生させる場合：ウィーンブリッジ発振器などで正弦波を発振させた場合、オペアンプによってひずみが重畳されてこれが倍音として含まれてしまうほか、外来の、または発振回路から発生する雑音の混入により正弦波ではなくなってしまう。
3. デジタル機器を用いて発生させる場合：もともと現実のデジタル機器には量子化誤差が含まれているために正確な正弦波の発生は不可能である。仮に無限の精度を持つデジタル機器を用意したとしても、これをアナログ信号として再生するときには、基本周波数のみを通過させ、かつそれより高い周波数を無限の減衰率で減衰させなければならない。またアナログに変換した後はアナログの発振器の項で述べた雑音の混入により不要な周波数成分が含まれてしまう。

## 例
様々な実際の音が（実務上）純音に分類される。以下はその一例である：
- ラジオ時報[2]
- 音叉[3]

## 複合音
複合音（）は単一の正弦波で表現できない音である。
すなわち、複合音とは純音でない音の総称である。